# Basilique Notre-Dame-de-la-Miséricorde de Macerata
Cette  basilique n’est pas la seule basilique Notre-Dame-de-la-Miséricorde.
La basilique Notre-Dame-de-la-Miséricorde (en italien : Basilica di Santa Maria della Misericordia) est une basilique située à Macerata dans les Marches en Italie. Elle se rattache au diocèse de Macerata-Tolentino-Recanati-Cingoli-Treia.
Elle est considérée par certains comme la plus petite basilique du monde.

## Histoire
L'église primitive a été construite en 1447 par vote de la ville de Macerata, afin d'arrêter la peste qui faisait rage dans la région. Reconstruite en 1497 dans de plus grandes dimensions, après quelques années la grande toile représentant la Madone de la Miséricorde avec les saints Sébastien, Roch, André et Julien, une toile qui nous est parvenue, a été placée à l'intérieur.
Entre 1736 à 1741, l'oratoire de 1497, en mauvais état, fut démoli et reconstruit selon le dessin du célèbre architecte Luigi Vanvitelli, ainsi que la générosité du patricien de Macerata Guarniero Marefoschi. Sur recommandation de Vanvitelli lui-même, le peintre Francesco Mancini de Sant'Angelo in Vado et Cav. Sebastiano Conca, napolitain furent chargés des œuvres picturales. En juillet 1799, le sanctuaire est pillé par les soldats de la Première République française.
En 1860, à l'initiative de la municipalité, le temple vanvitellien est agrandi avec l'ajout d'un déambulatoire, conçu par l'architecte Giovanni Montini. 
En 1893, après avoir achevé les travaux du déambulatoire, l'architecte de Fermo Giuseppe Rossi enrichit la façade du XVIIIe siècle d'élégantes arcades curvilignes. 
En septembre-novembre 1946, avec la célébration du 5e centenaire de l'érection du temple votif en 1447, l'image sacrée fut transférée dans tout le diocèse. 
Le 16 novembre 1952, en reconnaissance de sa dévotion mariale séculaire liée à la basilique, Macerata fut proclamée « Ville de Marie ». L'événement est commémoré par la mosaïque de la Vierge sur la façade du Palais Civique et par deux pierres tombales qui portent les mots CIVITAS MARIAE.

## Description
L'intérieur, aussi petit soit-il, est varié dans sa conformation : l'entrée tournée nous présente en fait une « salle de classe » rectangulaire dont les parois sont entrecoupées de pilastres ioniques ; un entablement très léger avec des feuilles d'acanthe, reproduit sur la surface arrondie de la frise au moyen de lignes fines, entoure toute la pièce. L'environnement est embelli par la présence de matériaux précieux, comme le marbre rose des pilastres ou l'or de l'entablement, et par la présence des énormes ovales de Francesco Mancini. La salle est également couverte par une voûte de pavillon, superbement décorée de fresques avec des effets illusionnistes avec des idées émiliennes, tandis que sur les côtés deux portes mènent au couloir périphérique entourant l'église. Un passage voûté introduit les fidèles dans un presbytère carré étroit mais lumineux, dont le dôme est soutenu par quatre colonnes corinthiennes de marbre blanc à rayures noires. Les fresques de la voûte représentent un cadre mobile en forme d'octogone allongé, à travers lequel il est possible d'apercevoir une Assomption de la Vierge Marie, éthérée et lumineuse, enveloppée de doux nuages et flanquée d'une joyeuse compagnie d'anges. Les personnages qui encombrent la voûte dans le secteur entre la charpente des pilastres et le creux représentant l'Assomption, enfermés dans des niches ornées de valves de coquille et de festons, comme les statues blanches accroupies en trompe-l'œil, atteignent presque les résultats de Michel-Ange.

## Galerie d'images

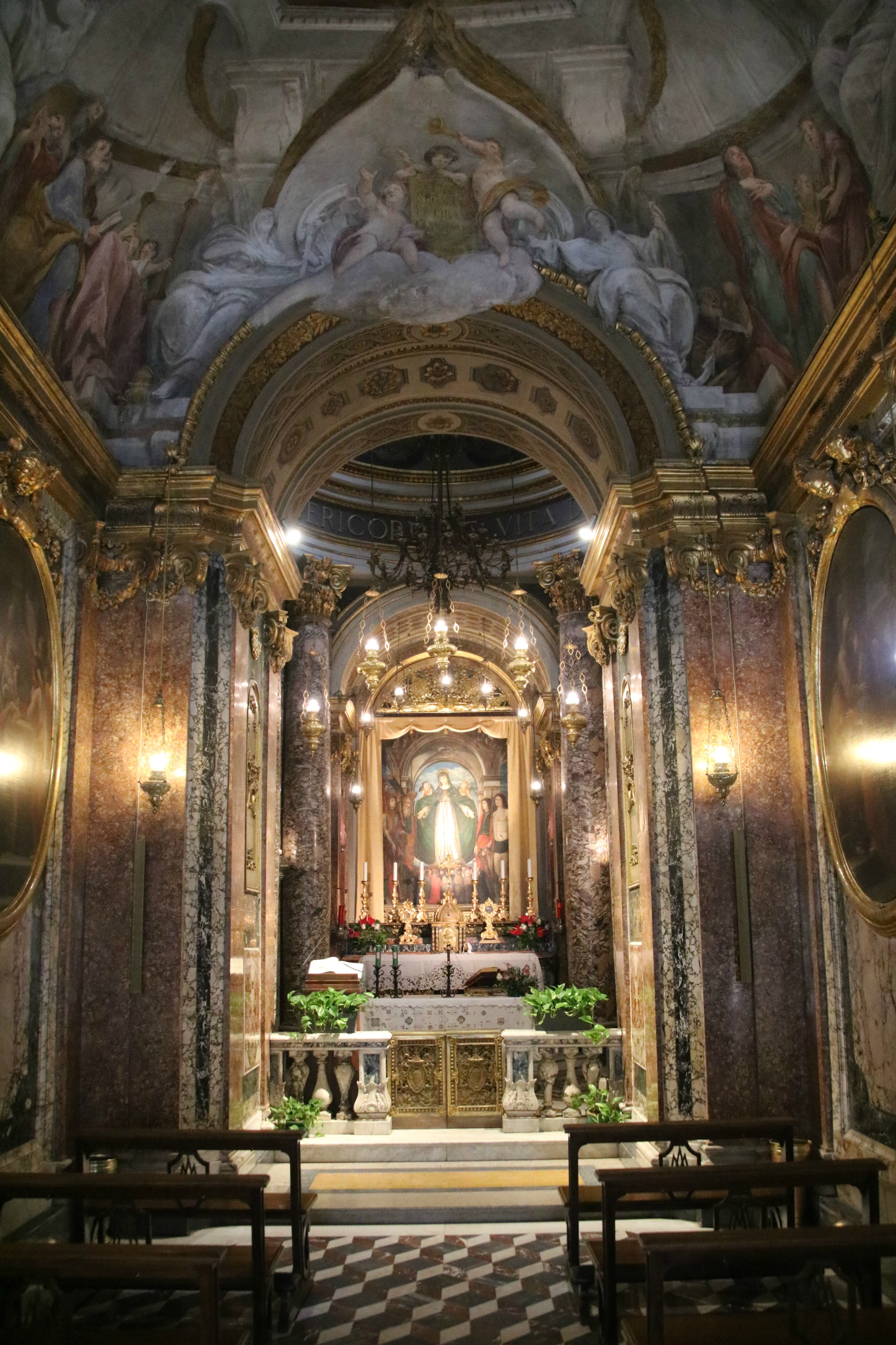
Vue de l'autel principal depuis la salle.
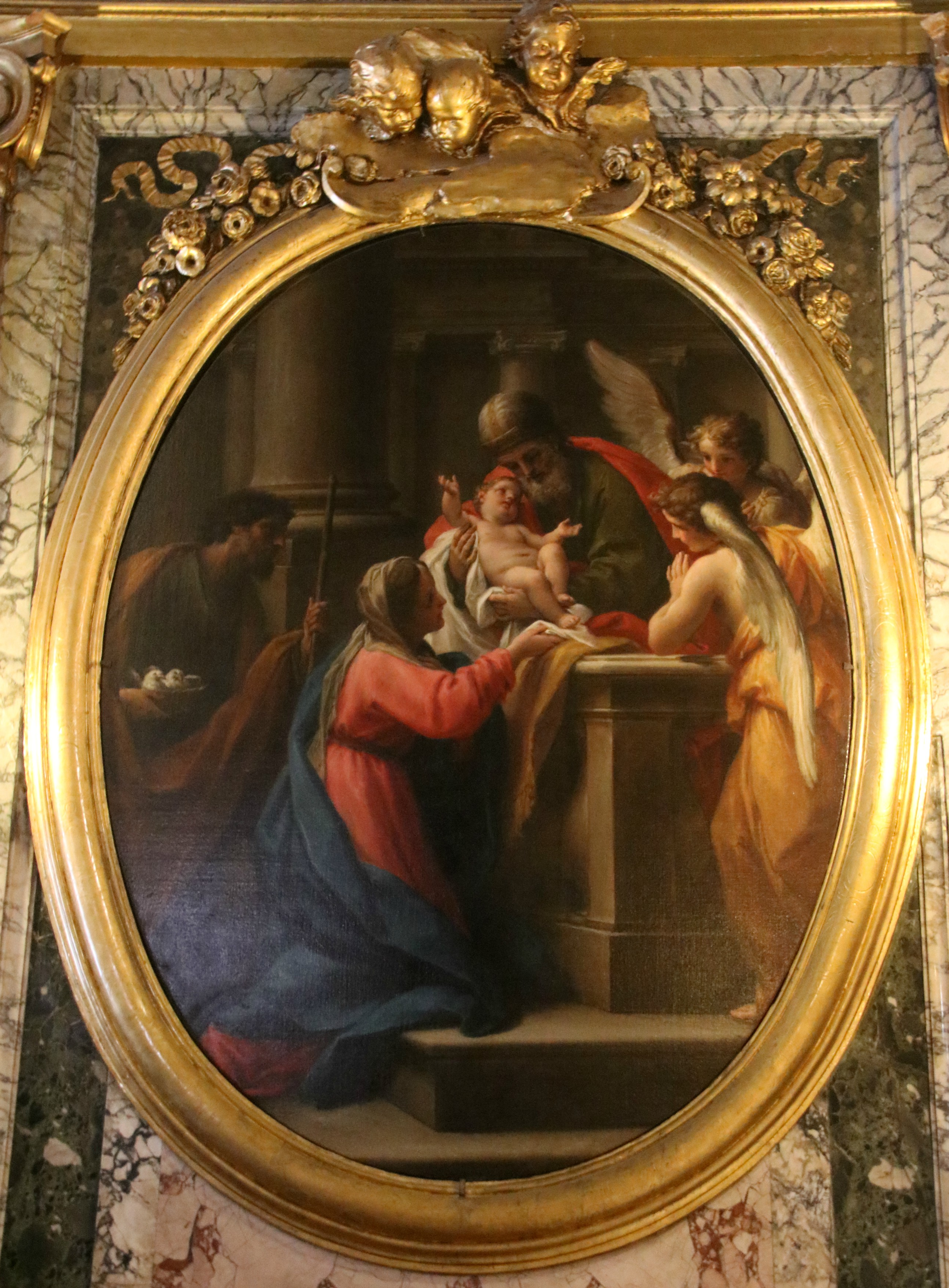
Francesco Mancini, Présentation de Jésus au Temple.
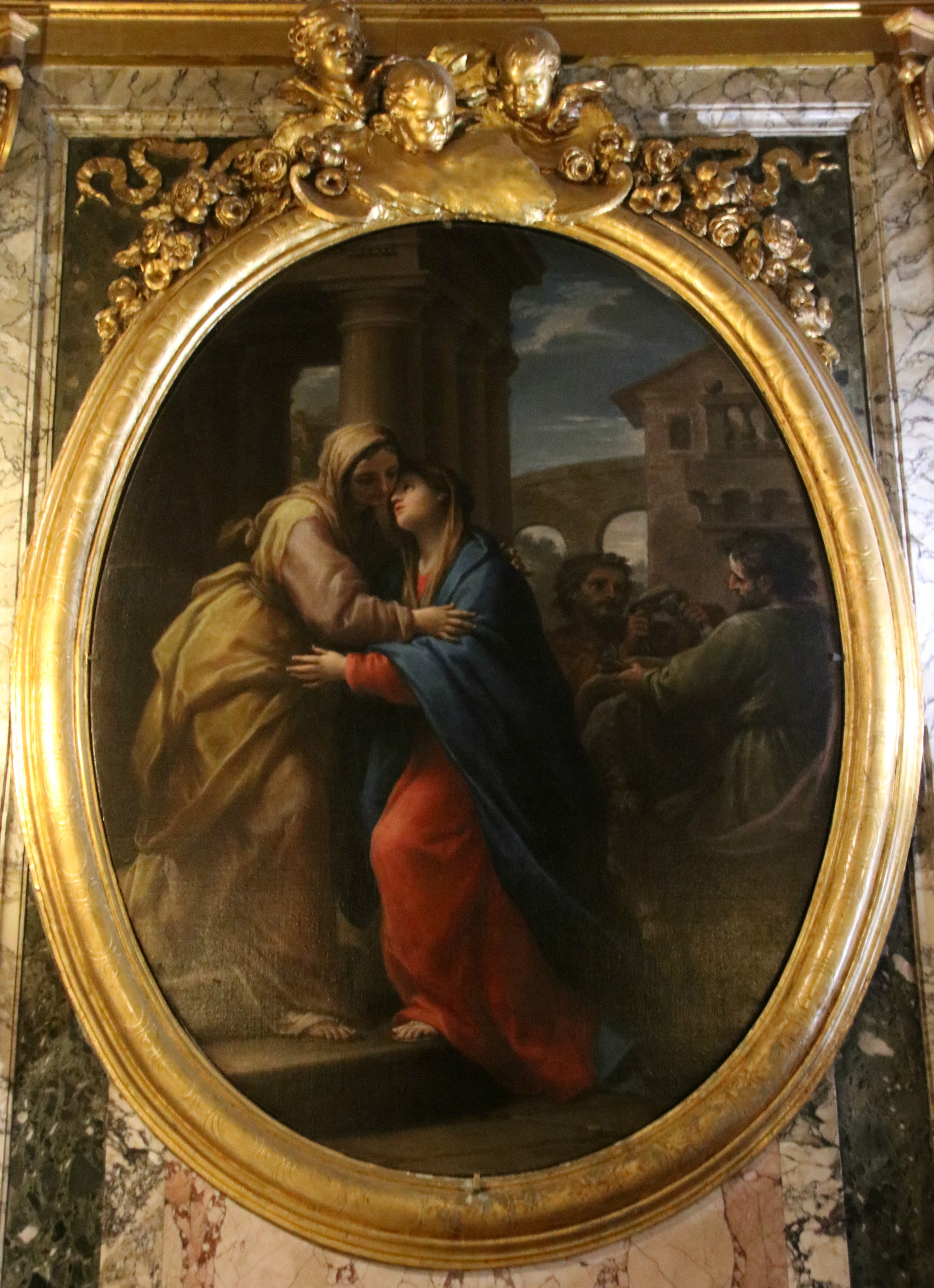
Francesco Mancini, Visitation.
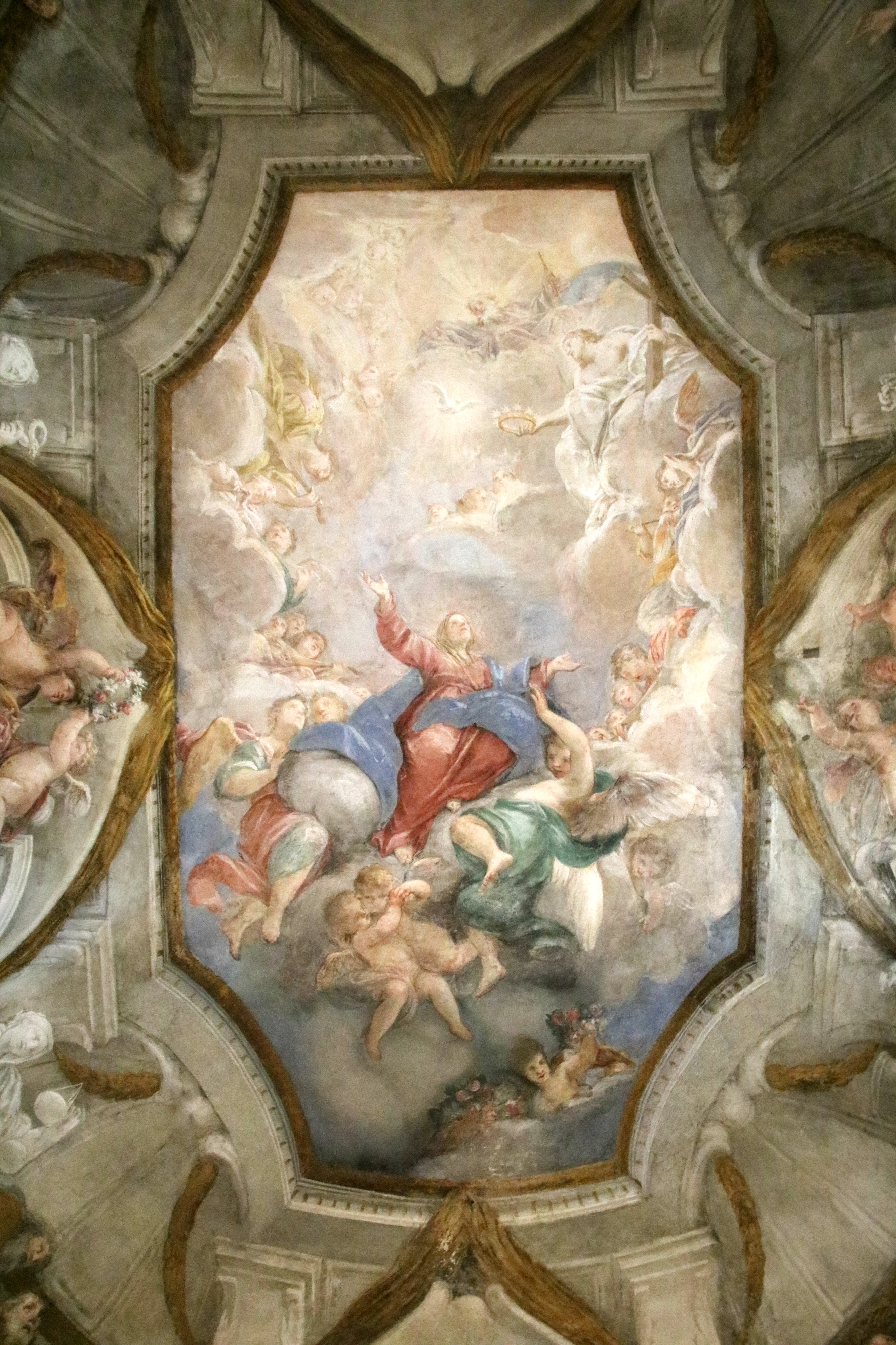
Fresques de la voûte de la salle de classe.
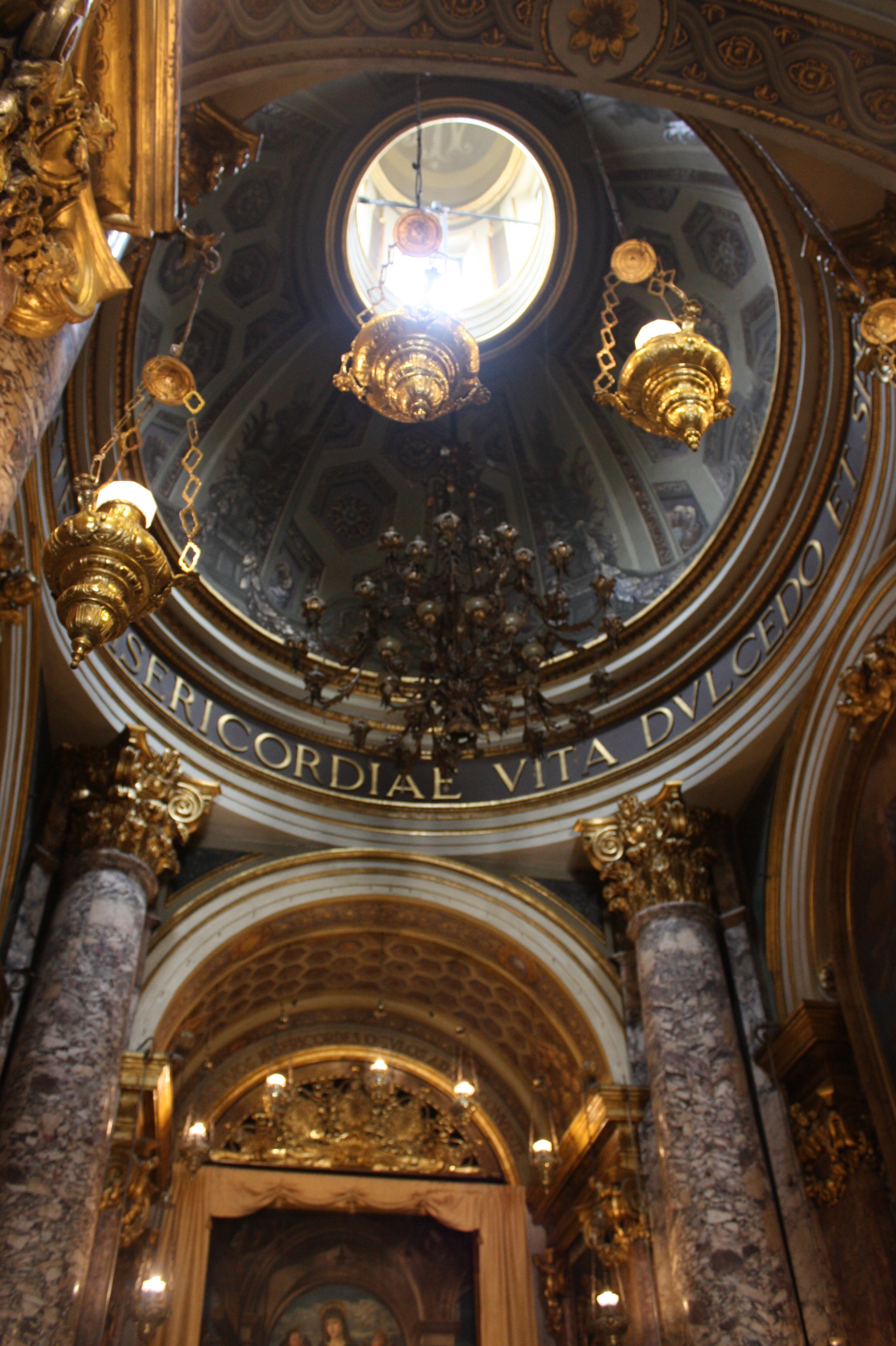
Vue sur la coupole.
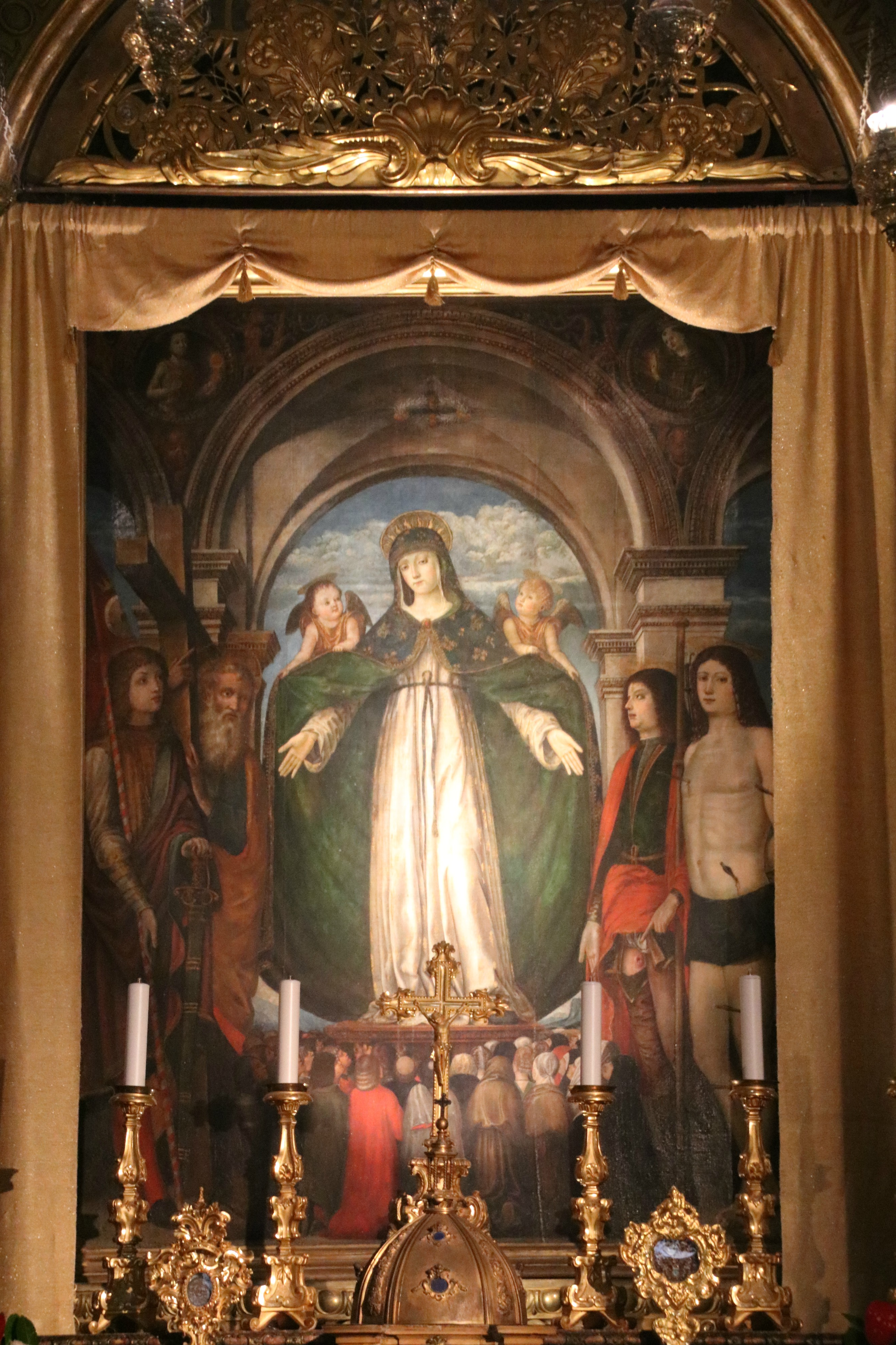
Anonyme du XVe siècle, Madone de la Miséricorde aux Saints.

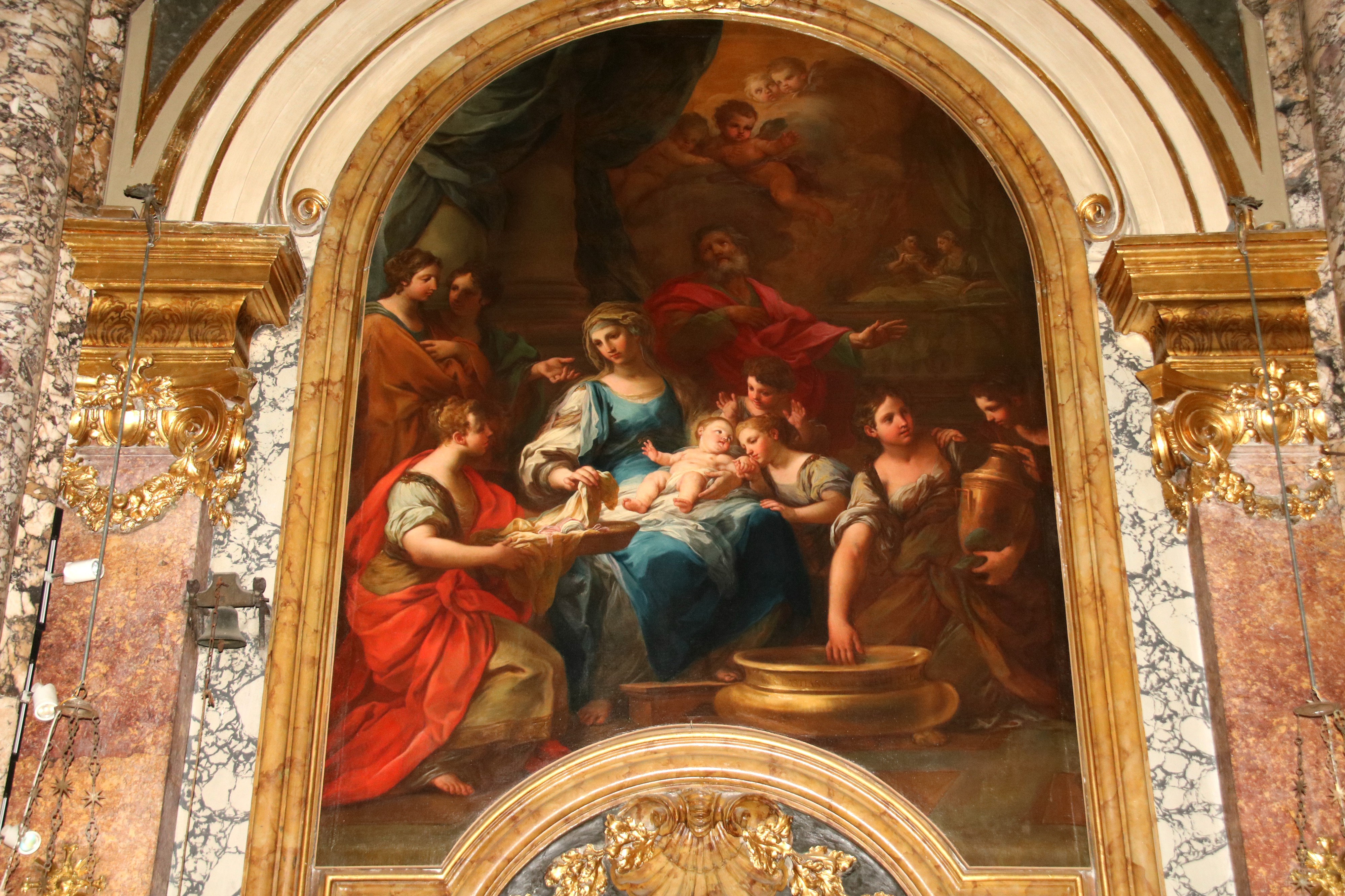
Nativité de Marie, Sebastiano Conca, 1741.
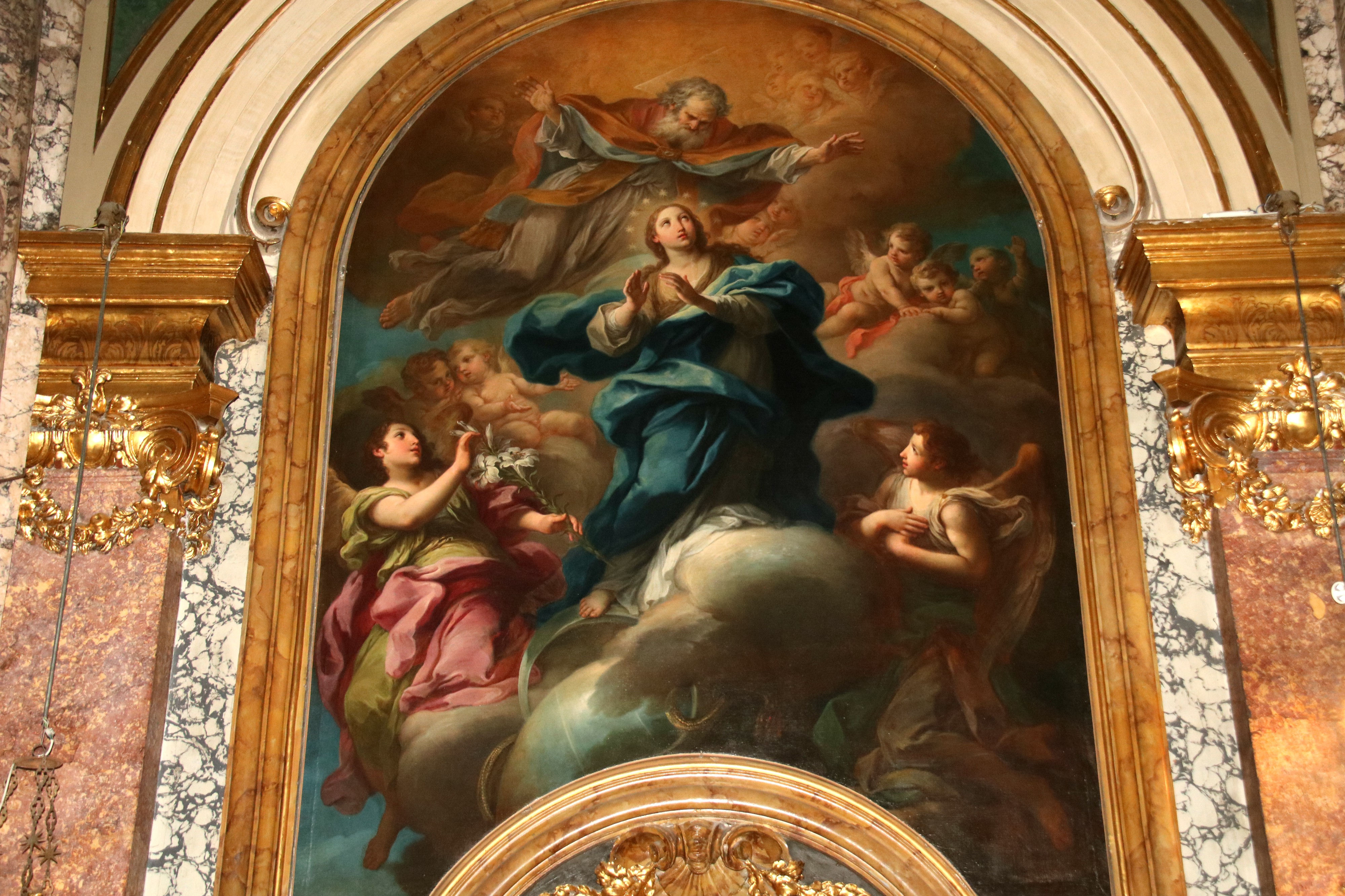
Immaculée Conception, Sebastiano Conca, 1741.